# Сэнкава (станция)

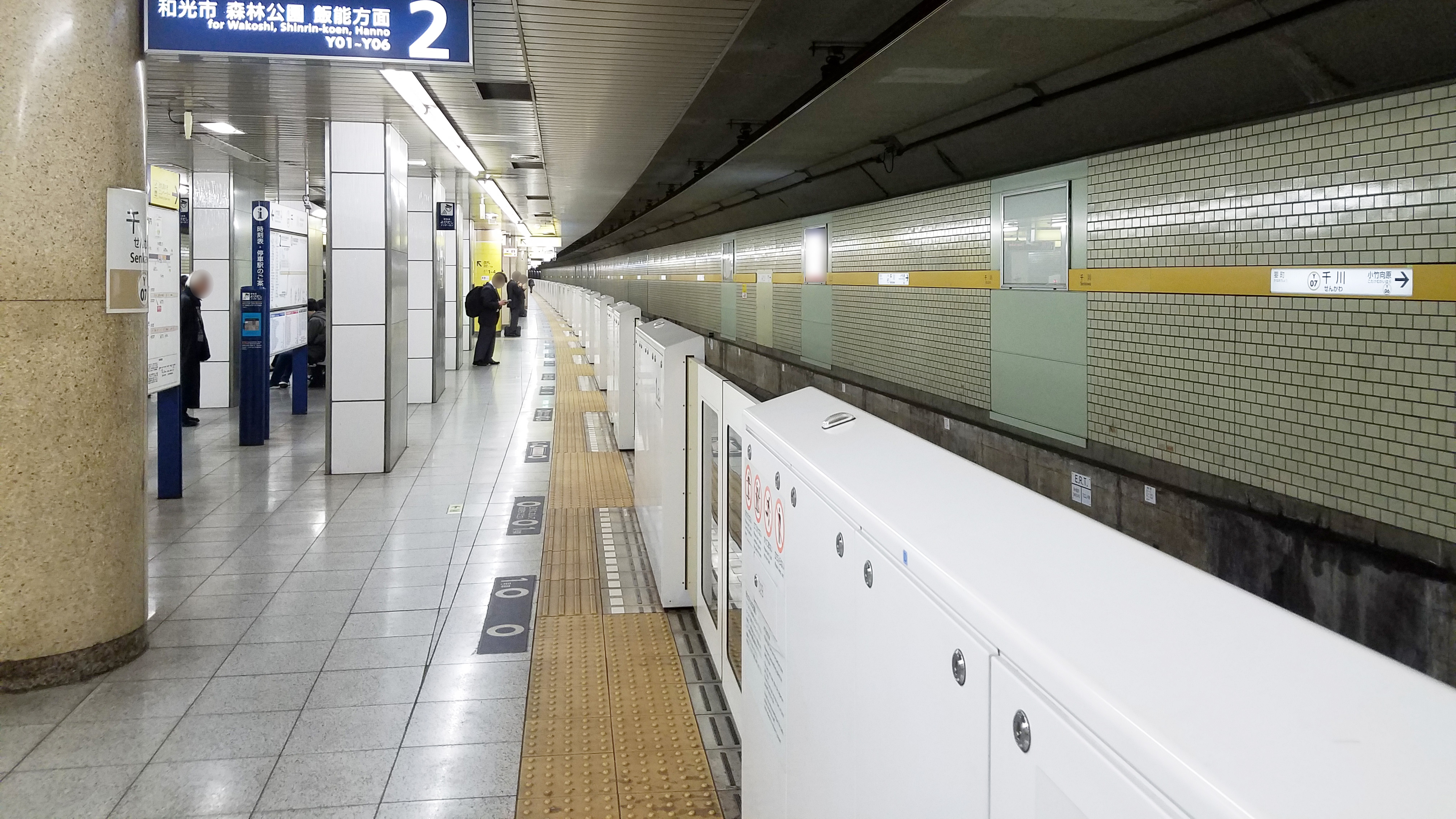
Платформа линии Юракутё

Станция Сэнкава (яп. 千川駅 сэнкава эки) — железнодорожная станция на линиях Фукутосин и Юракутё расположенная в специальном районе Тосима, Токио. Станция обозначена номером F-07 на линии Фукутосин и Y-07 на линии Юракутё. Была открыта 24 июня 1983 года. На станции установлены автоматические платформенные ворота.

## Планировка станции
| 1 | Линия Юракутё   | Икэбукуро・Юракутё・Син-Киба                 |
| 2 | Линия Юракутё   | Котакэ-Мукаихара・Вакоси・Синрин-Коэн・Ханно |
| 3 | Линия Фукутосин | Икэбукуро・Синдзюку-Сантёмэ・Сибуя           |
| 4 | Линия Фукутосин | Котакэ-Мукаихара・Вакоси・Синрин-Коэн・Ханно |

## Близлежащие станции
| «                                            |                  | Линия         |               | »             |
| Линия Юракутё                                | Линия Юракутё    | Линия Юракутё | Линия Юракутё | Линия Юракутё |
| -------------------------------------------- | ---------------- | ------------- | ------------- | ------------- |
| Котакэ-Мукаихара                             | Котакэ-Мукаихара | Local         | Канамэтё      | Канамэтё      |
| Semi Express: не останавливается             |                  |               |               |               |
| Линия Фукутосин                              |                  |               |               |               |
| Котакэ-Мукаихара                             | Котакэ-Мукаихара | Local         | Канамэтё      | Канамэтё      |
| Express Commuter Express: не останавливается |                  |               |               |               |